# King of the Road (jeu vidéo)
Pour la chanson, voir King of the Road.
King of the Road (parfois abrégé KoTR) est la version européenne de Hard Truck 2. Il a été publié dans divers pays européens par JoWooD Productions, le 7 juin 2002.

## Description
King of the Road a été développé par le développeur russe SoftLab-NSK publié par JoWooD Productions et publié en 2000 en France. Le jeu souligne les courses de camions, à travers des livraisons de marchandises. La carte était assez développée, avec une zone désertique et un circuit de course.
Il est similaire à l'original, mais mettant davantage l'accent sur la livraison des marchandises. La police est ajoutée.  

### Camions
- DAF
- ZIL
- GAZelle
- KAMAZ
- MAZ T-Storm
- Volvo
- Scania AB
- Mercedes-Benz Actros
- Mack Vision
- Kenworth
- Peterbilt
- Freightliner Trucks Century Class
- Navistar (International Trucks)

### Voitures
- BMW M5
- Renault Megane
- Fiat Marea
- Offroad HL/PS
- Oka
- Volga
- Cayman

## Réception
Aux États-Unis, King of the Road a été vendu à 210 000 exemplaires et a généré 2,1 millions de dollars de bénéfices en août 2006, après sa sortie en décembre 2000. C'était le 100ème jeu d'ordinateur le plus vendu au cours de cette période

## Mécaniques de jeu

### Principe
Le joueur part de la ville la plus au sud (justement nommée Southgate) et doit monopoliser l'activité du transport en franchissant les paliers de 50% et 100% de parts de marché. À cet effet, il doit réaliser des livraisons via les différentes villes de la carte (Southgate au sud, Westwood à l'ouest, St Helena au nord-ouest, Sandyranch et Northarbor au nord, Eastwood, Rivervalley et Windcliff à l'Ouest et Greystone au sud-est).
S'il arrive premier à chaque livraison, une somme d'argent (minorée des éventuelles avaries) ainsi qu'un nombre de permis d'engager des pilotes (de 1 à 3) est accordé. Les permis sont valides pendant une durée variant de 3 à 5 minutes. Le joueur peut alors partir à la recherche de conducteurs à engager, et recommencer jusqu'à ce que tous les conducteurs sur la carte (une vingtaine environ) aient été engagés. En revanche, s'il arrive en deuxième ou après, seul l'argent sera accordé.
Sur la route, il rencontrera des factions, ainsi que des services pour l'aider dans son entreprise.

### Factions

#### Police
La police poursuit le joueur dans plusieurs cas de figure: accident, feu rouge brûlé, excès de vitesse, etc. et, au besoin, envoie une mitrailleuse hélicoptère ou déploie des herses pour tenter de ralentir le joueur. Une fois que le véhicule du joueur est arrêté, une animation représentant l'arrestation se lance et ils dressent au joueur une simple amende.
Il est possible de semer la police en passant une limite de ville (sauf pour les marchandises illégales ou un véhicule volé), ou de faire cesser les poursuites en tentant de payer un pot de vin à un policier en parlant au travers de la radio. Attention cependant, cette méthode ne marche pas toujours et le joueur peut écoper d'une amende supplémentaire pour corruption.
À noter que des radars automatiques sont dispersés sur la carte et mettront une amende au joueur si celui-ci dépasse la limite de vitesse.

#### Mafia
Les membres de la mafia sont reconnaissables dans le jeu par leur véhicules (un Cayman noir). Ceux-ci peuvent tenter de ralentir le joueur dans deux cas de figure : collision avec un des membres de la mafia et tentative de ralentissement par un adversaire. Pour ralentir le joueur, ceux-ci vont utiliser des mines qui endommageront le véhicule. Une fois à l'arrêt, une animation se lance montrant la mafia récupérant de l'argent au joueur et ceux-ci peuvent soit dérober de l'argent et/ou la cargaison.
Contrairement aux policiers, il est impossible de semer la mafia en passant une limite de ville. En revanche, il est possible, soit de les payer pour cesser les poursuites, ou demander à un policier de les arrêter. Il est également possible de leur demander de voler un véhicule ou de ralentir (moyennant finance) vos adversaires.

#### Autres conducteurs
Les autres conducteurs peuvent aider si le véhicule est endommagé ou a court d'essence, en échange d'un peu d'argent. Il est aussi possible via la radio, entrer en contact avec un vendeur de voitures pour changer de véhicule

### Services

#### Villes
Chaque ville comprend :
- Une base qui servira à recevoir mais aussi envoyer les commandes
- Un parking sur lequel il y a des pilotes à engager ou des véhicules à vendre
- Un point d'information (kiosque avec une enseigne info) sur les marchandises en cours de livraison sur la carte
- Un vendeur de véhicules

#### Raffineries
Ces dépôts de carburants permettent (à condition de disposer d'un semi-remorque attelé à une citerne, qui sera souvent à proximité) de prendre en charge du carburant à livrer à une des stations essence de la carte. Ces commandes sont rémunérées beaucoup plus que les commandes standard, mais comportent un risque d'explosion, en plus du comportement plus instable que présente la conduite d'un semi-remorque).

#### Station essences
Ces commerces sont repérées sur la carte par un dessin d'une pompe à essence, légendée de l’abréviation SExx (xx représente un chiffre de 21 à 35). Elles permettent de faire le plein. En mode arcade, un simple passage sans arrêt réalise un plein. En mode simulation, il faut s'arrêter et réaliser le plein manuellement.
À noter qu'en cas de choc contre une pompe, celle-ci explose et fait exploser les autres pompes de la station, rendant celle-ci inutilisable pendant quelque temps. Si un policier est à proximité de l'accident, celui-ci se lancera à la poursuite du joueur fautif pour lui dresser une amende.
Il existe aussi des stations essences dissimulées sur la carte qui proposent de l'essence moins chère.

#### Garages
Ces commerces sont représentés sur la carte par une clé à molette et un marteau en croix. Ils proposent de réparer le véhicule si celui-ci est endommagé (avec la même mécanique que pour les stations essences), mais aussi d'acheter des améliorations pour le véhicule. Parmi ces améliorations, on peut trouver :
- Des vitres, un châssis et des phares renforcées (pour protéger le camion en cas de choc et réduire ses dommages)
- De l'additif et un réservoir supplémentaire pour faire le plein moins souvent
- Un moteur poussé, pour permettre d’atteindre de grandes vitesses
- Un avertisseur de radars pour signaler les contrôles de vitesse, et une peinture métallisée pour ne pas être détectée par les radars
- Un systèmes ABS, une suspension réglable pour diminuer les dégâts de ce qui est transporté
- Un scanner de chargement pour savoir ce qui est réellement contenu
- Un Schnorchel pour passer de petites étendues d'eau
- un klaxon, des pneus de route ou tout-terrain

Tous les garages ne proposent pas toutes les améliorations.

#### Circuit
Le joueur compétiteur peut tenter de se rendre à Westwood où se trouve un circuit. Si une course est prévue à l'arrivée du joueur, celle-ci démarrera immédiatement à son arrivée, et le joueur devra arriver premier au terme des 3 tours. S'il y parvient, il se voit alors offrir une somme d'argent ainsi que un ou plusieurs permis d'engager des pilotes.

#### Containaires et remorques
Des containaires et remorques sont dispersés et camouflés sur la cartes. Ils contiennent diverses marchandises (légales ou non) et doivent êtres livrées dans un temps plus court que ceux provenant de bases. En revanche, la prime proposée y est plus intéressante.

#### 18 (911en version originale)
Cette fonction (accessible via le menu "sur la route" en appuyant sur la touche echap, permet de contacter les services d'urgence pour sortir le véhicule d'un mauvais pas (panne d'essence, casse, camion retourné), mais ces services sont chers. À noter que si le joueur n'a plus d'argent, en cas d'appel du 18, seule la remise sur la route sera faite.

#### Pager
Lorsqu'une information doit être communiquée au joueur, celle-ci apparaît sur un pager en haut à droite dans l'interface. Son apparition est accompagnée d'un bip sonore.

#### Radio
Si le joueur veut contacter un membre d'une faction, et que celui-ci est à proximité de son véhicule, il peut le faire via la touche F5. Une interface représentant un combiné de cibi va apparaître listant les factions disponibles. Une fois la communication établie, le joueur se voit proposer des options de dialogue
- Pour la police
  - "Un PV ? Que diriez-vous plutôt d'espèces ?" pour proposer au policier de stopper les poursuites.
  - "Je ne veux plus que ces truands m'ennuient" pour demander au policier, moyennant pot-de-vin, de libérer le joueur de la mafia
  - "Mes rivaux sont allés trop loin... Pensez-vous las avoir ?" (si un transport de marchandises est en cours) demande de l'aide à la police, contre argent, pour stopper les adversaires
- Pour la Mafia
  - "Est-ce que je pourrais avoir la paix un instant?" Demander à la mafia de laisser le joueur tranquille
  - "Mon rival donne plus c'est ça ?" (si un transport de marchandises est en cours). Pour tenter de faire arrêter par la mafia un concurrent
  - "Je voudrais commander un véhicule" demande à la mafia de voler un véhicule
- Pour un concurrent (si un transport de marchandises est en cours) 
  - "J'ai besoin d'aide avec mon camion": demander à l'adversaire de ralentir
  - "Je voudrais commander un véhicule" demander au concurrent d'abandonner la marchandise
- Pour un vendeur de véhicules
  - "J'ai besoin d'aide avec mon camion": demander de l'aide pour réparer le véhicule
  - "Je voudrais commander un véhicule" commander un nouveau véhicule
- Pour un autre conducteur
  - "J'ai besoin d'aide avec mon camion": demander de l'aide pour réparer le véhicule

#### Véhicules sur le bas-côté
Ces véhicules stationnés de manière plus ou moins visible sur le bas côté, sont des véhicules à vendre. Bien souvent, ce sont soit des véhicules d'occasion (auquel cas, le nom alternera avec le texte « occasion » en rouge), qui casseront plus facilement, soit des véhicules volés (le texte « volé » en rouge alternera avec le nom du véhicule) qui déclencheront des poursuites avec la police. Cependant, en cas d'arrestation, seule une amende sera due.

### Mauvaises fins
- Faillite : lorsque l'argent disponible arrive à 0€ après un vol de la mafia, une arrestation par la police, ou une perte de la marchandise. Une animation se lance représentant d'abord un bureau avec des factures et des centimes, puis passe sur sur un marteau de juge.
- Camion irréparable : lorsque la jauge de santé du véhicule arrive à 0 et qu'un dommage survient, ou que celui-ci tombe dans une falaise ou une étendue d'eau trop profonde. Une animation se lance, montrant une casse sous un orage puis un camion tombant d'une pince.

Dans un cas comme dans l'autre, le joueur se voit proposer soit de reprendre à la dernière sauvegarde, soit de retourner au menu principal

### Bonne fin
La fin de King of the Road se déclenche dès que la part de marché du joueur arrive à 50%, puis à 100%. Une animation se lance montrant un camion déversant des billets, sous les klaxons de celui-ci.
Le joueur se voit alors congratuler par une musique victorieuse et par le message : « Félicitations ! vous avez monopolisé l'activité du transport » et se voit le choix entre continuer ou revenir au menu principal.

### Astuces

#### Codes de triche[4]
Pour utiliser ces codes de triche, il faudra appuyer sur la touche « pause » du clavier et entrer les codes suivants :
| code        | effet |
| ----------- | --- |
| SLALLCHEATS | Active tous les codes de triche |
| MINEOFF     | Désactive les mines de la mafia |
| SLFILLUP    | Carburant illimité |
| SLLOTTERY   | attribue 50 000€ et un permis d'engager                                                                                            |
| SLMAP       | Affiche les routes et éléments cachés                                                                                              |
| SLRECOVER   | Faire un appui sur les touches ctrl + (pour faire un appel au 18 gratuit)                                                          |
| SLREPAIR    | En appuyant sur la touche retour arrière, le véhicule est réparé                                                                   |
| SLTURBINE   | procure un boost (mais consomme du carburant) ctrl + &: en avant ctrl + é: en arrière ctrl + ": vers le haut ctrl + ': vers le bas |

#### Accès à Greystone
Un hélicoptère tire sur le joueur si celui-ci tente d'aller à Greystone en passant par la route de Windcliff. Pour éviter ça, il faut emprunter un chemin dans une mine situé en dessus de foothill, en face de la station essence 31. Ce chemin permet aussi de contourner l'éboulement de la route reliant Foothill à Rivervalley lorsque celui-ci arrive

#### Détecter une marchandise illégale sans scanner
Si le joueur n'a pas de scanner de chargement, il peut avoir un indice sur le fait que sa marchandise est illicite. Pour cela, il doit regarder lorsqu'il est sur le point de charger la marchandise, si le taux de fragilité est de 0%, c'est que la marchandise est illégale.

#### Gagner du temps sur la course au circuit
Il est possible de gagner du temps au circuit. Après le départ, il faut passer dans le trou à la gauche du pont. En réussissant l’atterrissage, il est possible de gagner presque 30% de distance sur ses adversaires.

## Multijoueur
King of the Road ne prévoit pas de mode multijoueur en écran partagé. En revanche, il propose aussi bien un mode multijoueur via le protocole TCP/IP en réseau local, ou à distance via modem. Les modes proposés sont :
- Circuit pour défier les joueurs sur un circuit (qui se joue par ailleurs sur le même circuit que celui proposé dans le jeu)
- Essai permet de tester les véhicules proposés par le jeu sur une piste, dont le décor fait penser aux montagnes de Greystone
- Truck ball qui consiste à envoyer une balle géante dans des buts rapportant au joueur une somme d'argent. Ce mode fait penser à rocketLeague dans son fonctionnement, bien que celui-ci soit sorti plus de 13 ans après King of the road

## Musique
La bande-son du jeu contient 12 morceaux de musique, composés exclusivement pour le jeu. Elle est disponible, dans son intégralité sur internet. Il est aussi possible d'ajouter ses propres musiques au format mp3 dans le dossier MUSIC du répertoire dans lequel est installé le jeu.

## Compatibilité et configuration requise[6]
- Système d'exploitation: Windows 95/98/2000/me/XP
- Intel pentium II 266 ou III
- minimum 32Mo de RAM (64Mo recommandé)
- Minimum 15Mo de disque dur (370Mo pour l'installation complète)
- carte graphique compatible Direct3D/DirectX avec au moins 2Mo de mémoire

Il est possible de jouer au jeu sur les machines récentes (Windows 8/10/11) en installant DgVoodoo 2

## Bugs connus
Il existe quelques bugs non-bloquants, soit de clipping, (un appel au 18 suffit à les résoudre), soit de progression. Un bug de progression fait qu'après avoir obtenu une part de marché majoritaire, il n'y ait plus aucun conducteur à engager. La solution consiste à se rendre au circuit, et de participer à une course, et de la finir au moins en 2e place (pas en 1ere). Si des conducteurs manquants y participent, ils devraient être disponibles pour l'embauche à la sortie de la course.